# Chiesa di Santa Maria del Buon Gesù (Carassai)
La chiesa di Santa Maria del Buon Gesù è un edificio religioso che si trova a Carassai, in piazza Santa Maria.

## Storia
Il primitivo impianto della chiesa venne eretto fuori dalle mura del castello su suolo di proprietà lateranense intorno al 1470, forse su iniziativa di San Giacomo della Marca, che introdusse questo particolare culto mariano. In origine fu una semplice aula, all'interno della quale operavano le confraternite di Santa Maria del Buon Gesù e del Santissimo Rosario. Tra 1531 e 1532 la chiesa fu riedificata con un impianto a tre navate e quattro campate e nel 1563 viene unita alla Basilica di San Giovanni in Laterano.   
Dal 1588 si procedette ad un nuovo ampliamento della chiesa e ad una nuova campagna decorativa che si protrasse fino all'inizio del Seicento. Tra la fine del Seicento e l'inizio del Settecento si ebbe un ulteriore rinnovamento degli apparati decorativi cinquecenteschi in senso barocco, specie di quello degli altari laterali. Nel 1735 venne rialzata la navata centrale, portata a termine nel 1742 quando venne consacrata. Subito dopo venne eretta la nuova facciata. Nel 1788 la chiesa viene eretta a Collegiata.
Nel 1828 fu iniziata la costruzione di una cappella a pianta ottagonale aggiunta in senso trasversale alla navata destra, che fu aperta ai fedeli nel 1853.

## Descrizione

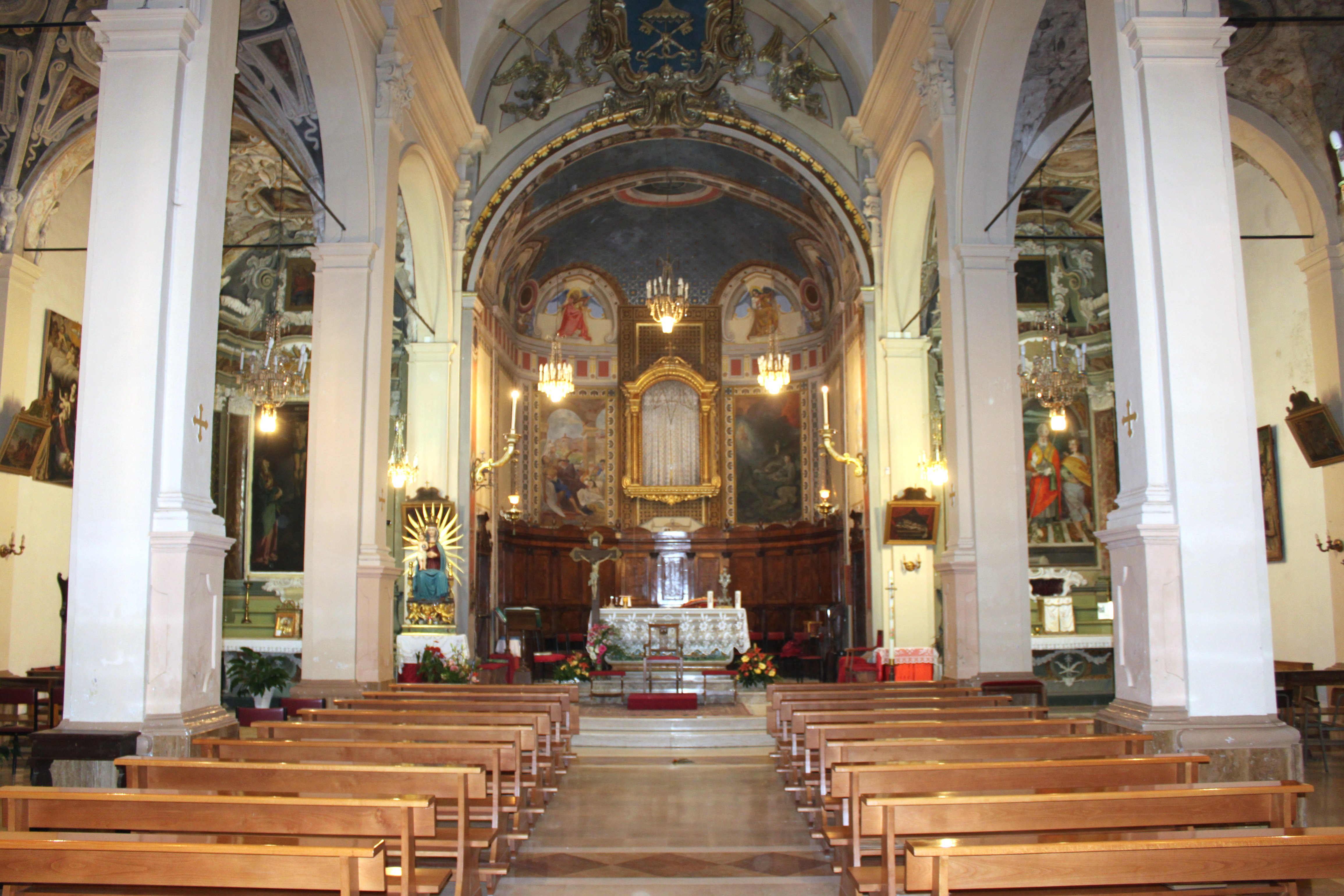
Chiesa di Santa Maria del Buon Gesù - Interno

La facciata, appena segnata da sottili lesene e cornici marcapiano orizzontali, è divisa in due da un cornicione dentato, che si prolunga sui fianchi, ad eccezione dell'abside. La parte inferiore presenta tre portali: il centrale timpanato è una copia di quello della chiesa di Santa Maria della Carità di Ascoli, mentre quelli laterali, simili ma con timpano semicircolare, sono sormontati da finestre barocche a forma di corpo di violino, che si trova anche nei portali. La zona superiore è quella che dà più movimento al fronte con la disposizione sfalsata, al centro, delle nicchie e della finestra, con il profilo sinuoso terminale e con le volute laterali.
L'interno presenta un'alta navata centrale voltata a botte, frutto della ristrutturazione settecentesca, e due laterali coperte con volte a crociera. L'ambiente prende luce dai finestroni della navata centrale, da due nelle navate laterali e da quella della facciata.

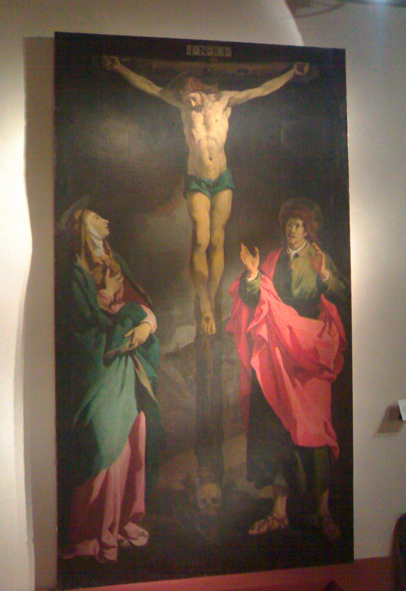
Andrea Boscoli, Crocifissione tra la Vergine e San Giovanni

Dalla navata destra si accede ad una cappella ottagonale, intitolata alla Madonna della Misericordia e costruita tra 1828 e 1853. All'altare ottocentesco di essa, opera del fermano Giovan Battista Carducci, si trova, entro edicola lignea, una piccola tela con la Madonna della Misericordia. In fondo alla navata destra è un altare di forme barocche oggi intitolato a San Barnaba, ma in origine delle Reliquie. Per quest'ultimo Andrea Boscoli, nel 1601, aveva decorato non solo la volta divisa in scomparti geometrici con cornici in stucco, affrescata con le immagini di Santi Martiri Vincenzo, Lorenzo e Marcella, Esperenzina, ma aveva anche fornito la pala d'altare, oggi spostata all'altare in fondo alla navata sinistra. Oggi l'altare reca una pala con San Barnaba tra i Santi Macario e Bordone, dipinto nel 1598 dal pittore urbinate Riccardo Ripanelli per l'altare dal lato opposto del presbiterio, testimonianza del tardo manierismo marchigiano eccentrico, visionario e a tratti esasperato, ma anche convintamente devoto in senso controriformato. Le figure dai volumi dinamici e dalle ardite torsioni, strette e costrette in uno spazio esiguo, sono poste in una composizione geometricamente rigorosa.
L'arco che dà accesso al presbiterio mostra al colmo lo stemma in stucco, del 1750, della Basilica di San Giovanni in Laterano, a cui la chiesa era stata aggregata. Nell'abside è un coro ligneo del XIX secolo, sopra il quale, al centro, è un'edicola realizzata nel 1954 per custodire la statua lignea di Santa Maria del Buon Gesù, opera, più volte rimaneggiata, di un ancora ignoto scultore dell'inizio del Cinquecento. 
A sinistra del presbiterio, al fondo della navata laterale, è l'odierno altare delle Reliquie, anch'esso barocco ed attribuito all'architetto e scultore milanese Antonio Mola, sormontato dalle due figure della Fede e della Speranza, e da un'immagine di San Filippo Neri. L'altare ospita una tela di Andrea Boscoli rappresentante la Crocifissione, del 1601, in origine nell'altare opposto, oscillante tra un colorismo ed un allungamento delle figure di derivazione manierista fiorentina, e una concentrazione devota di tempra già riformata. Nelle quattro vele della volta sono quattro medaglioni in stucco, due circolare e due ottagonali, che contengono affreschi con i Dottori della Chiesa Agostino, Gerolamo, Ambrogio e Gregorio Magno, eseguiti da Riccardo Ripanelli e databili tra 1598 e 1601 circa.
Nella navata sinistra è un altro altare, quello di San Martino, completamente in stucco come le statue di San Giuseppe e San Gioacchino di anonimo che lo affiancano, e caratterizzato da colonne tortili che sostengono un timpano spezzato, al centro del quale è un altorilievo con un'immagine della Madonna col Bambino. Al centro di esso è una tela con la Madonna in gloria con San Martino e San Francesco d'Assisi del 1632, attribuibile a Lorenzo Bonomi di Ripatransone.